# NGC 6967
NGC 6967 est une galaxie lenticulaire située dans la constellation du Verseau. Sa vitesse par rapport au fond diffus cosmologique est de 3 470 ± 29 km/s, ce qui correspond à une distance de Hubble de 51,2 ± 3,6 Mpc (∼167 millions d'al). NGC 6967 a été découverte par l'astronome irlandais R. J. Mitchell en 1857.
NGC 6967 est une galaxie active de type Seyfert 2,.

## Groupe de NGC 6962
NGC 6967 est membre du groupe de NGC 6962. Ce groupe de galaxies comprend environ une dizaine de galaxies, soit NGC 6959, NGC 6961, NGC 6962, NGC 6964, NGC 6965 (IC 5058), NGC 6967, PGC 65351, PGC 65356, PGC 1169059 et PGC 162626. Cependant, selon une autre source, ce groupe renfermerait beaucoup plus de galaxies, 29 membres probables et 49 possibles dans un rayon inférieur à 1 Mpc.